# Australia en la Copa Mundial de Rugby de 1999
La selección de rugby de Australia fue una de los 20 países participantes de la Copa Mundial de Rugby de 1999.
La cuarta participación de los Wallabies es considerada la mejor de toda su historia, debido a su plantel y desempeño. Ganaron en forma invicta, recibieron un solo try en todo el torneo y obtuvieron su segundo título, después del adquirido ocho años antes.

## Plantel
|                          | Jugador          | Edad    | Posición      | Tests | Equipo                   |
| ------------------------ | ---------------- | ------- | ------------- | ----- | ------------------------ |
| Hookers y Pilares        |                  |         |               |       |                          |
| 3                        | Andrew Blades    | 32 años | Pilar         | ?     | New South Wales Waratahs |
|                          | Dan Crowley      | 34 años | Pilar         | ?     | Queensland Reds          |
| 2                        | Michael Foley    | 32 años | Hooker        | ?     | Queensland Reds          |
| 1                        | Richard Harry    | 31 años | Pilar         | ?     | New South Wales Waratahs |
|                          | Phil Kearns      | 32 años | Hooker        | ?     | New South Wales Waratahs |
|                          | Patricio Noriega | 28 años | Pilar         | ?     | Brumbies                 |
|                          | Jeremy Paul      | 22 años | Hooker        | ?     | Brumbies                 |
| Segundas líneas          |                  |         |               |       |                          |
|                          | Mark Connors     | 28 años | Segunda línea | ?     | Queensland Reds          |
| 5                        | John Eales       | 29 años | Segunda línea | ?     | Queensland Reds          |
|                          | Owen Finegan     | 27 años | Segunda línea | ?     | Brumbies                 |
| 4                        | David Giffin     | 26 años | Segunda línea | ?     | Brumbies                 |
| Alas y Octavos           |                  |         |               |       |                          |
| 6                        | Matt Cockbain    | 27 años | Ala           | ?     | Queensland Reds          |
| 8                        | Toutai Kefu      | 25 años | Octavo        | ?     | Queensland Reds          |
|                          | Brett Robinson   | 29 años | Ala           | ?     | Brumbies                 |
|                          | Tiaan Strauss    | 34 años | Ala           | ?     | New South Wales Waratahs |
|                          | Jim Williams     | 30 años | Octavo        | ?     | Brumbies                 |
| 7                        | David Wilson     | 32 años | Ala           | ?     | Queensland Reds          |
| Medios scrum             |                  |         |               |       |                          |
| 9                        | George Gregan    | 26 años | Medio scrum   | ?     | Brumbies                 |
|                          | Chris Whitaker   | 25 años | Medio scrum   | ?     | New South Wales Waratahs |
| Aperturas y Centros      |                  |         |               |       |                          |
|                          | Nathan Grey      | 24 años | Centro        | ?     | New South Wales Waratahs |
| 13                       | Daniel Herbert   | 25 años | Centro        | ?     | Queensland Reds          |
| 12                       | Tim Horan        | 29 años | Centro        | ?     | Queensland Reds          |
|                          | Rod Kafer        | 28 años | Apertura      | ?     | Brumbies                 |
| 10                       | Stephen Larkham  | 25 años | Apertura      | ?     | Brumbies                 |
|                          | Jason Little     | 29 años | Centro        | ?     | New South Wales Waratahs |
| Fullbacks y Wings        |                  |         |               |       |                          |
| 15                       | Matt Burke       | 26 años | Fullback      | ?     | New South Wales Waratahs |
|                          | Chris Latham     | 24 años | Fullback      | ?     | Queensland Reds          |
| 11                       | Joe Roff         | 24 años | Wing          | ?     | Brumbies                 |
|                          | Scott Staniforth | 21 años | Wing          | 0     | New South Wales Waratahs |
| 14                       | Ben Tune         | 22 años | Wing          | ?     | Queensland Reds          |
| Entrenador: Rod Macqueen |                  |         |               |       |                          |

## Participación
Australia integró el Grupo E junto con las Águilas, Rumania y el XV del Trébol.

## Legado
Los primeros en ganar dos mundiales fueron .